# Nom romain
«  Agnomen » redirige ici. Ne pas confondre avec Agnoman.
Le nom de personne en usage dans la Rome antique, dit nomen ou plus communément nom romain, se particularise par l'usage de trois noms (tria nomina), en usage chez les patriciens, puis chez les plébéiens, au fur et à mesure que ceux-ci, sous la République romaine, acquièrent des droits. La formation du nom se complexifie sous l'Empire, qui voit la désuétude du tria nomina et la généralisation du nom romain dans la population. L'onomastique romaine se base sur plusieurs sources : l'étude des pierres tombales, les sources littéraires, et l'ensemble de l'épigraphie.

## Principe des trois noms
Vers la fin de la République romaine, le nom complet d'un citoyen romain se compose d'un prénom et d'un nom, suivis d'un surnom.
Le praenomen — notre prénom — est l'appellation individualisée du citoyen. Il s'abrège dans les textes s'il est suivi du nomen. Un praenomen peut faire écho à une particularité à la naissance (Lucius signifie « qui est né à l'aube » et provient de lux, lucis « lumière »). Le nombre de praenomina est limité, on n'en recense que dix-huit au Ier siècle av. J.-C. L'usage dans les familles patriciennes d'attribuer systématiquement le praenomen du père à ses fils lui fait perdre son caractère individuel à partir du IIe siècle av. J.-C. et rend nécessaire l'emploi du nomen et du cognomen. 
Le nomen, qui se termine généralement en -us / ius, est également héréditaire et constitue le gentilice (nom de famille) de la gens.
Le cognomen — le surnom — est tout d'abord personnel et employé à l'origine par quelques familles patriciennes. En principe individuel, il devient vite héréditaire et il finit par distinguer une branche de la gens. Cicéron est un surnom, cicero, qui vient de cicer, « pois chiche » (selon Plutarque, un membre de la famille aurait eu une verrue de la taille d'un pois chiche). La branche paternelle de Néron était surnommée Ahenobarbus, ce qui signifie « à la barbe d'airain » (c'est-à-dire « rousse »). On pouvait changer de cognomen au cours de sa vie. Un général vainqueur recevait un nom supplémentaire, tiré de la peuplade vaincue : Scipion l'Africain est vainqueur des Carthaginois, Quintus Caecilius Metellus Macedonicus conquiert la Macédoine, Quintus Caecilius Metellus Creticus soumet l'île de Crète. 
L'Histoire mentionne le plus souvent les seuls nomen et cognomen, voire uniquement le cognomen des Romains célèbres. Pour les Gracques, on précise le prænomen pour identifier celui des deux frères dont il est question. Le nom complet de Cicéron est Marcus Tullius Cicero.
Les femmes romaines sont désignées, sur les tombes et dans les œuvres littéraires qui nous ont été transmises, par une forme féminisée des nomens et cognomens : Fulvia Flacca Bambula, Flavia Julia Constantia, etc. La filiation pouvait être indiquée (F pour Filia et le nom du père au génitif), ainsi que le nom du mari au génitif (en sous-entendant uxor, épouse).

## Dénominations particulières
Les adoptés changeaient leur nomen et cognomen pour ceux de l'adoptant et adjoignaient un second cognomen en -anus rappelant leur gens d'origine. Les cognomens pouvaient s'additionner sans limite de nombre. À l'origine, celui que nous connaissons comme Auguste se nommait Caius Octavius — francisé en Octave — puis, après son adoption par Jules César, il devint Caius Iulius Caesar Octavianus — il est parfois appelé en français Octavien — et après son accession au principat, il prit en troisième cognomen, augustus, soit Caius Iulius Caesar Octavianus Augustus.
Un esclave, en dehors des noms de son ethnie d'origine, n'était désigné que par un prénom, ou le mot servus. Souvent, la tombe ne portait même que la mention 's', pour économiser la pierre et le travail du graveur[réf. nécessaire].
Un affranchi est souvent désigné par son prénom d'origine, et peut prendre comme nomen celui du maître qui l'a affranchi. Il y a ainsi des régions où un nomen est largement dominant, du fait des affranchissements successifs de la famille patricienne y vivant.
Les pérégrins, hommes libres non citoyens, sont nommés par leur nom suivi de leur filiation.
Les personnes qui recevaient la citoyenneté romaine prenaient le nomen de celui qui avait favorisé leur naturalisation, et le faisait suivre de leur ancien nom. Par exemple Flavius Josèphe qui avait acquis la citoyenneté grâce à Titus Flavius Vespasianus.

## Nom administratif
Le nom du citoyen revêt une importance administrative pour l'administration romaine, pour les opérations du cens et l'enregistrement obligatoire des nouveau-nés.
La forme complète d'un nom romain, utilisée dans des documents officiels, comprenait le praenomen et le nomen, suivis de la filiation, du nom de la tribu dans laquelle la personne était inscrite et, enfin, le cognomen et l'agnomen. Parfois, le lieu de résidence de la personne était ajouté.
La filiation était un élément traditionnel du nom romain. Elle précisait, d'ordinaire, les preanomina du père (pater, -tri) et du grand-père ou aïeul paternel (avus, -i) de la personne. Elle était parfois réduite au preanomen du père et parfois étendue aux preanomina de l'arrière-grand-père ou bisaïeul (proavus, -i) et de l'arrière-arrière-grand-père ou trisaïeul paternel (abavus, -i).
| Filiation                     | Forme longue                                    | Forme abrégée                                          |
| ----------------------------- | ----------------------------------------------- | ------------------------------------------------------ |
| Fils de                       | Prénom du père au génitif suivi de filius       | Abréviation du prénom du père suivie de f.             |
| Petit-fils de                 | Prénom du grand-père au génitif suivi de nepos  | Abréviation du prénom du grand-père suivie de n.       |
| Arrière-petit-fils de         | Prénom du bisaïeul au génitif suivi de pronepos | Abréviation du prénom du bisaïeul suivie de p. ou pn.  |
| Arrière-arrière-petit-fils de | Prénom du trisaïeul au génitif suivi de abnepos | Abréviation du prénom du trisaïeul suivie de a. ou an. |

| Filiation                       | Forme longue                                     | Forme abrégée                                          |
| ------------------------------- | ------------------------------------------------ | ------------------------------------------------------ |
| Fille de                        | Prénom du père au génitif suivi de filia         | Abréviation du prénom du père suivie de f.             |
| Petite-fille de                 | Prénom du grand-père au génitif suivi de neptis  | Abréviation du prénom du grand-père suivie de n.       |
| Arrière-petite-fille de         | Prénom du bisaïeul au génitif suivi de proneptis | Abréviation du prénom du bisaïeul suivie de p. ou pn.  |
| Arrière-arrière-petite-fille de | Prénom du trisaïeul au génitif suivi de abneptis | Abréviation du prénom du trisaïeul suivie de a. ou an. |

## Évolution du nom romain sous l'Empire
Sous l'Empire, l'accroissement considérable de la population des citoyens romains fait nécessairement évoluer la dénomination individuelle. L'accès des affranchis impériaux à la citoyenneté, ou la naturalisation accordée par l'empereur à des cités entières, diffusent largement les nomina des familles impériales, comme Iulius, Claudius, Flavius, Ulpius, Aelius. Enfin, en 212, l'édit de Caracalla généralise l'adjonction du nomen de l'empereur (Aurelius) à celui des hommes libres qui n'ont pas encore la citoyenneté romaine. Une seconde évolution, cette fois sociétale, vient des femmes, qui donnent leur nom et les noms de leur famille à leurs descendants.
Pour distinguer les individus, l'aristocratie impériale met à la mode les doubles nomina, indiquant celui du père et de la mère, voire ceux des grands-parents, ce qui produit des noms compliqués, comme Egrilius Plaranius Larcius Lepidus Flavius. À partir des IVe et Ve siècles, l'usage en vient à une dénomination unique au moyen d'un seul surnom. Apparaissent alors les supernomina, placés après la séquence des nomina, et rédigés sous la forme qui / quae (vocatur) suivi d'un agnomen (ce qui signifie « qui est appelé untel ») ou sous la forme sive (« ou bien ») suivi de l'agnomen. Une autre formulation est l'expression signum ou signo, suivie du nom d'appellation au génitif.

### Évolution du nom dans l'aristocratie
| Époque                                         | Nom type                                                     | Filiation père              | Filiation mère         | Commentaires                                                        |
| ---------------------------------------------- | ------------------------------------------------------------ | --------------------------- | ---------------------- | ------------------------------------------------------------------- |
| VIIIe siècle av. J.-C. au VIe siècle av. J.-C. | Titus Cornelius                                              | Cornelius                   | Fabia                  | praenomen + praenomen du père au génitif.                           |
| Ve siècle av. J.-C. au Ier siècle              | Aulus Cornelius Cossus                                       | Aulus Cornelius Cossus      | Claudia                | Le plus souvent, le nom reflète strictement l'ascendance masculine. |
| Au Ier siècle                                  | Servius Cornelius Lentulus Fabianus                          | Cossus Cornelius Lentulus   | Fabia                  | Le nom peut refléter l'ascendance maternelle.                       |
| Au IIe siècle                                  | Servius Cornelius Magius Privatus Scipio Salvidienus Orfitus | Servius Salvidienus Orfitus | Cornelia Magia Privata | Nom à rallonge, avec plusieurs nomen et cognomen.                   |
| IIe siècle au IVe siècle                       | Lucius Cossonius Furius Scipio Orfitus                       | Lucius Cossonius            | Furia Cornelia         | L'ascendance maternelle peut être privilégiée.                      |
| IVe siècle au début du VIe siècle              | Vegelius Orfitus Fabius Volusianus                           | Claudius Orfitus            | Volusiana              | Disparition du praenomen                                            |
| À partir du VIe siècle                         | Volusianus                                                   | Maesius Volusianus          | Fabia                  | Un seul nom, ancêtre de notre prénom actuel.                        |

### Évolution du nom dans la plèbe
| Époque                                         | Nom type                  | Filiation père            | Filiation mère | Commentaire                                  |
| ---------------------------------------------- | ------------------------- | ------------------------- | -------------- | -------------------------------------------- |
| VIIIe siècle av. J.-C. au VIe siècle av. J.-C. | Cornelianus               | Cornelus                  | Pompa          | Un seul nom                                  |
| Ve siècle av. J.-C. au Ier siècle              | Titus Cornelianus         | Cornelianus               | Appia          | Cognomen rare                                |
| Du Ier siècle à la fin du IIe siècle           | Titus Cornelianus Agrippa | Titus Cornelianus         | Aurelia        | Cognomen tout le temps présent.              |
| IIe siècle au IVe siècle                       | Claudius Agrippa          | Tiberius Claudius Agrippa | Flavia         | Disparition du praenomen                     |
| À partir du IVe siècle                         | Nicolaus                  | Flavius Nicolaus          | Aurelia        | Un seul nom, ancêtre de notre prénom actuel. |